# Ilse Kolkman
Ilse Kolkman, född 6 februari 1997, är en nederländsk roddare.

## Karriär
I augusti 2022 vid EM i München tog Kolkman silver tillsammans Nika Johanna Vos, Tessa Dullemans och Bente Paulis i scullerfyra. Följande månad tog samma båt med roddare även silver vid VM i Račice.
I maj 2023 vid EM i Bled tog Kolkman silver tillsammans med Martine Veldhuis, Lisa Scheenaard och Tessa Dullemans i scullerfyra. I april 2024 vid EM i Szeged tog hon brons tillsammans med Maartje Damen, Nika Johanna Vos och Willemijn Mulder i fyra utan styrman.
Vid EM 2025 i Plovdiv var Kolkman en del av Nederländernas lag som tog silver i åtta med styrman.